# Маръярви
Маръярви, Алами — озеро на территории Чернопорожского сельского поселения Сегежского района Республики Карелии.

## Общие сведения
Площадь озера — 1,1 км², площадь водосборного бассейна — 491 км². Располагается на высоте 120,3 метров над уровнем моря.
Форма озера продолговатая: оно вытянуто с севера на юг. Берега преимущественно заболоченные.
Через озеро протекает река Елма, впадающая в Ондозеро. Через Ондозеро протекает река Онда, втекающая, в свою очередь, в Нижний Выг.
С северо-запада к озеру подходит лесная дорога.
Код объекта в государственном водном реестре — 02020001311102000008289.